# فرودگاه اویتا
فرودگاه اویتا (به انگلیسی: Oita Airport) (به زبان بومی: 大分空港) یک فرودگاه همگانی با کد یاتا OIT است که یک باند فرود آسفالت بتن دارد و طول باند آن ۳۰۰۰ متر است. این فرودگاه در شهر اوئیتا کشور ژاپن قرار دارد .

## شرکت‌های هواپیمایی و مقصدهای پروازی
| شرکت‌های هواپیمایی               | مقصدهای پروازی       |
| ------------------------------- | -------------------- |
| آل نیپون ایرویز                 | هانه‌دا، اوساکا       |
| ANA اجرا توسط Ibex Airlines     | چوبو سنترایر، اوساکا |
| خطوط هوایی ژاپن                 | هانه‌دا               |
| Japan Airlines اجرا توسط جی-ایر | اوساکا               |
| Jetstar Japan                   | کانزای، ناریتا       |
| مندرین ایرلاینز                 | چارتر: تیچون         |
| Solaseed Air                    | هانه‌دا               |
| تی وی ایرلاینز                  | اینچئون              |